# 满城尽带黄金甲
《满城尽带黄金甲》（英语译名：Curse of the Golden Flower）是一部张艺谋导演的中国历史古装电影，程小東和李才任動作設計，2006年11月12日在洛杉矶举行全球首映，同年12月14日全球同步公映。此片耗资4,500万美元，该片被美国《时代周刊》评选为2006年度十佳电影之一。
影片中，香港影星周潤發飾演大王，曾多次參演張藝謀電影的鞏俐飾演王后，劉燁飾演大王子元祥，周伦飾演二王子元杰。該片改編自曹禺的代表作《雷雨》，其改編的小說則將背景設定為後蜀。

## 片名
此电影片名一改再改，最早定為《秋天的回憶》，後來又改成《重陽》、《菊花殺》，最后才以唐朝末年的農民起義領袖黄巢的一首诗《不第後賦菊》的最后一句“满城尽带黄金甲”为名。 该片海报上标注的英语名称为。在日本上映時，採用比較意境式的名稱《王妃的徽章》（王妃の紋章）。

## 剧情
劇情背景影射中國歷史五代十國時代的后唐時期，影射人物為五代十國的唐明宗-李嗣源和他的三個兒子李從榮、李從厚、李從益。身份低微的都尉为了篡权上位不惜陷害发妻全家，迎娶地位显赫的后梁公主为王后。王后因大王冷酷无情转而与太子私通却被大王察觉，每日被迫喝毒药等待体面地慢性中毒而死。待发现继子移情别恋之后，王后便与自己的儿子二王子准备在重阳节赏花日发动宫廷政变。最后太子被三王子刺死，逼宫夺权的三王子被父王鞭刑打死，兵变失败的二王子因自责未能保护母后而自刎。

## 人物
| 演員   | 角色     | 備註                                                                             | 粤配   | 對應原著角色 |
| 周潤發 | 大王     | 表面上文治武功，实则道貌岸然，最后落入孤家寡人的境地。                           | 廖啟智 | 周樸園       |
| 鞏俐   |          | 政治婚姻的牺牲品，寄望用一场宫廷政变彻底改变自己的命运。                         | 杜雯惠 | 蘩漪         |
| 劉燁   | 元祥     | 大王子，与王后有私情，後被元成刺死                                               | 關信培 | 周 萍        |
| 周杰倫 | 元       | 二王子，起義失敗後，為向母后謝罪而拔刀自刎。                                     | 張繼聰 | 魯大海       |
| 倪大宏 | 蔣太醫   | 效忠国王，讨好大王子，一心想攀上高枝，还没有明白真相的时候，就死在了国王的手下。 | 李忠強 | 魯 貴        |
| 陳瑾   | 元配夫人 | 大王之元配，大王子元祥之生母。                                                   | 謝月美 | 魯侍萍       |
| 李曼   | 蔣嬋     | 蔣太醫與元配夫人之女兒，元祥同母異父之妹，与元祥亂倫。                           | 潘芳芳 | 魯四鳳       |
| 秦俊傑 | 元成     | 三王子，謀反失敗後被大王用腰帶打死。                                             |        | 周沖         |

## 电影歌曲
| 曲別       | 歌名       | 作曲   | 填詞   | 演唱   |
| ---------- | ---------- | ------ | ------ | ------ |
| 主题曲     | 《菊花台》 | 周杰倫 | 方文山 | 周杰倫 |
| 插曲       | 《太和頌》 |        |        |        |
| 電影宣傳曲 | 《黃金甲》 | 周杰倫 | 方文山 | 周杰倫 |

## 逸聞
- 2006年春季，电影也正在制作中，媒体借用影片名称比喻北京当时遭遇的沙尘暴。“黄金甲”成了沙尘暴的一个新的代名词[10]。

- 《黃金甲》片中的宮女的巨乳據傳皆是硬擠的，並非原本就那麼大，因而本片一個宮女橋段的截圖被網友惡搞為《滿校盡是大波妹》的招生廣告[11]。

- 2007年1月起发生“熊猫烧香”电脑病毒肆虐中国各地互联网的事件，被戏称为“满城尽烧熊猫香”[12]。

- 有兩位網球選手因在不同比賽場上穿著與鞏琍的相似服飾而獲得了「黃金奶」的稱號，分別是奧地利的達美拉·柏絲克和美國的比丹妮·瑪蒂克-桑茲。

## 爭議
- 2006年12月，電影《傷城》發行商北京保利博納電影發行有限公司控訴《黃金甲》發行商北京新畫面影業有限公司挾持中國大陸數家戲院，簽訂「獨家放映協定」，規定這些戲院自2006年12月14日至2007年1月14日只能放映《黃金甲》，嚴重排擠其他電影。但有媒體懷疑這是不實指控[13]。
- 浙江省某大學的一名老師在網路上指稱，《黃金甲》片中的「爆乳宮女」皆為該校女大學生扮演，且事後都大罵，爆乳是被硬擠出來，且“擠得很痛”因為實際上根本沒那麼大[14]。

## 票房
2006年12月14日在中国首映当天取得1,500万元人民币的票房，其首周末票房达9,600万元人民币，国内累计票房为2.95亿人民币，刷新当时《英雄》保持第一的2.5亿国产电影票房的纪录。不过相比于张艺谋之前的两部古装商业大片《英雄》和《十面埋伏》，《满城尽带黄金甲》在北美票房市场的表现不尽如人意。Boxofficemojo网站的数据显示，《满城尽带黄金甲》自2006年12月21日上映，影片在美国拿到的总票房为657万美元，而在美国之外的国家总票房为7,200万美元，美国仅占到市场的8.4%。

## 奖项

### 获奖
| 頒獎典禮                         | 獎項                     | 名字             | 結果 |
| -------------------------------- | ------------------------ | ---------------- | ---- |
| 第26屆香港电影金像奖（14项提名） | 最佳女主角               | 巩俐             | 獲獎 |
| 第26屆香港电影金像奖（14项提名） | 最佳美术设计             | 霍廷霄           | 獲獎 |
| 第26屆香港电影金像奖（14项提名） | 最佳服装设计             | 奚仲文           | 獲獎 |
| 第26屆香港电影金像奖（14项提名） | 最佳原创电影歌曲         | 周杰伦、方文山   | 獲獎 |
| 美国第33屆“土星奖”               | 最佳服装设计奖           |                  | 獲獎 |
| 美国影评人协会                   | 年度最佳外语片第二名     |                  | 獲獎 |
| NSFC国家影评人协会               | 最佳摄影第三名           |                  | 獲獎 |
| 美国电影业服装设计工会           | 最佳历史类服装设计奖     |                  | 獲獎 |
| 美国影视美术指导工会             | 古装类影片最佳美术指导奖 |                  | 獲獎 |
| 第12屆香港电影金紫荆奖           | 最佳女主角               | 巩俐             | 獲獎 |
| 第12屆香港电影金紫荆奖           | 最佳电影歌曲             | 周杰伦《菊花台》 | 獲獎 |
| 第13屆香港电影评论学会奖         | 最佳女演员               | 巩俐             | 獲獎 |

### 提名
| 頒獎典禮               | 獎項         | 名字                                       | 結果 |
| ---------------------- | ------------ | ------------------------------------------ | ---- |
| 第79屆奥斯卡金像奖     | 最佳服装设计 | 奚仲文                                     | 提名 |
| 第26屆香港电影金像奖   | 最佳电影     |                                            | 提名 |
| 第26屆香港电影金像奖   | 最佳导演     | 张艺谋                                     | 提名 |
| 第26屆香港电影金像奖   | 最佳男主角   | 周润发                                     | 提名 |
| 第26屆香港电影金像奖   | 最佳动作设计 | 程小东                                     | 提名 |
| 第26屆香港电影金像奖   | 最佳音效     | 陶经、Roger Savage                         | 提名 |
| 第26屆香港电影金像奖   | 最佳视觉     | Angela Barson、锺智行、John Leonti、史焯华 | 提名 |
| 第26屆香港电影金像奖   | 最佳男配角   | 周杰伦、刘烨                               | 提名 |
| 第26屆香港电影金像奖   | 最佳摄影     | 赵小丁                                     | 提名 |
| 第7屆华语电影传媒大奖  | 最佳女主角   | 巩俐                                       | 提名 |
| 第1屆亚洲电影大奖      | 最佳电影     |                                            | 提名 |
| 第1屆亚洲电影大奖      | 最佳女主角   | 巩俐                                       | 提名 |
| 第16屆上海影评人奖     | 最佳男演员   | 周杰伦                                     | 提名 |
| 第29屆大众电影百花奖   | 最佳男配角   | 周杰伦                                     | 提名 |
| 第12屆香港电影金紫荆奖 | 最佳男配角   | 刘烨                                       | 提名 |